# Cavatha
Cautha (in etrusco 𐌀𐌈𐌖𐌀𐌂; attestata anche come 𐌀𐌈𐌀𐌂 Catha, 𐌈𐌀𐌂 Cath, o 𐌀𐌈𐌅𐌀𐌊 Kavtha) era una divinità nella mitologia etrusca.

## Caratteristiche
Cautha era una divinità lunare, e aveva anche un legame con l'oltretomba.
In molte iscrizioni, Cautha viene indicata come "figlia del sole", il che la renderebbe figlia di Usil.
Era inoltre consorte di Sur ("il nero"?), detto anche Suri ("del luogo nero"? = gli Inferi), quindi verosimilmente era la regina degli Inferi.
Fu identificata da alcuni con la dea Feronia dei Falisci e dei Sabini.

## Ritrovamenti archeologici
Depositi votivi di vasi greci con iscrizioni etrusche. provenienti dal cosiddetto sacello Beta dal santuario di Pyrgi, documentano il culto della coppia divina Cavatha (simile alla greca Persefone) e Sur (una sorta di Apollo degli inferi).